# Pachycondyla foetida
Pachycondyla foetida is een mierensoort uit de onderfamilie Ponerinae. De wetenschappelijke naam is gepubliceerd in 1758 door Linnaeus in de tiende editie van Systema naturae.